# Sumber Harapan (Tinggi Raja)
Sumber Harapan is een bestuurslaag in het regentschap Asahan van de provincie Noord-Sumatra, Indonesië. Sumber Harapan telt 2475 inwoners (volkstelling 2010).